# Plaza Manuel Gamio
La plaza Manuel Gamio es un espacio público del Centro Histórico de la Ciudad de México. Se encuentra entre la zona arqueológica del Templo Mayor y el sagrario de la Catedral Metropolitana. Fue nombrada en honor al arqueólogo precursor de las excavaciones del recinto ceremonial de los mexicas, y comprende el espacio entre las calles Moneda (al sur) y un fragmento de República de Guatemala al norte. Por su cercanía con el Templo Mayor es sitio frecuente de importantes hallazgos de la antigua Tenochtitlan y debido a la cercanía con el sitio en donde se hizo la primera traza urbana de la actual capital mexicana en 1522, guarda cercanía en sitios en donde se estableció la primera sede de la Real y Pontificia Universidad de México, la primera sede de la casa de moneda, la casa arzobispal y la mencionada catedral y el primer Museo Etnográfico del Instituto Nacional de Antropología e Historia (INAH), entre otros.
Fue a partir de las obras de creación de la zona arqueológica a partir de 1978 en el que la plaza recibió su actual configuración y el cierre definitivo al tránsito vehicular de calles como Seminario.

## Denominación
El espacio es denominado de diversas maneras al no existir nomenclatura oficial sobre su denominación. Es llamada por el INAH Plaza Manuel Gamio, aunque en algunas fuentes aparece como Del Seminario o Del Templo Mayor.

## Historia
Dentro del Templo Mayor del México-Tenochtitlan, de acuerdo al mapa de Ignacio Marquina, el espacio de la plaza sería el comprendido entre el costado surponiente del gran teocalli del Templo Mayor y su coatepantli, el muro suroriente del Templo de Ehécatl-Quetzalcóatl y el Templo a Chicomecóatl.
Luego de 1521 y tras iniciarse la cobertura de la ciudad mexica y la construcción de la hispana, cerca de esta plaza se realizó la primera traza de la ciudad por Alonso García Bravo y en su extremo norte se habría situado la Isla de los Perros, un promontorio que habría sido construido por los mexicas y que en la época novohispana era sitio de refugio de canes durante las inundaciones de la capital.
El espacio de la plaza habría quedado asignado por Hernán Cortés a la construcción de la nueva catedral de la Nueva España, y habría sido ocupada posteriormente por casas asignadas al cabildo de la Catedral. Hacia 1689 se inició en este espacio la construcción del Real Colegio Seminario junto a la catedral, el cual fue inaugurado en 1697 y el resto del espacio colindante con la Plaza Mayor (hoy de la Constitución sería simplemente denominado a finales del siglo XVIII como patio de la pila. En lo sucesivo este espacio quedaría unido al popular Paseo de las Cadenas, un espacio fuera de la catedral bordeado con cadenas y postes de hierro, árboles, bancas de mampostería e iluminación con alumbrado público. El seminario fue propuesto para su demolición en 1861 luego de la desamortización de los bienes de la iglesia, pero el edificio fue vendido y en dicho lugar se instaló el Hotel Seminario. Hacia 1883 se registraba en dicho sitio el Hotel Central, la zapatería Bota Bronceada y oficinas del Consulado de los Estados Unidos, entre otros. En lo sucesivo sería conocido el espacio como Rinconada del Seminario, y en diferentes momentos de la segunda mitad del siglo XIX serían instalados circos, teatros y juegos mecánicos, así como un sitio de coches y una droguería llamada también Seminario.
En 1913 en la esquina de Seminario y Escalerillas, Manuel Gamio detectó una de las esquinas del Templo Mayor mexica.
En 1924 se decidió modificar el sitio para convertirlo en una plazoleta, ampliando la banqueta, instalando jardineras, unos baños públicos que permanericieron hasta 1972 y una fuente dedicada a Fray Bartolomé de las Casas, hoy junto a la catedral pero dentro de sus rejas. En 1933 tanto el edificio del ex Seminario como el adyacente del Colegio de Infantes fueron demolidos. El sitio fue intervenido nuevamente hacia 1944 para retirar escombros que aún permanecían en la zona y con el objetivo de dar una mejor imagen urbana a la adyacente catedral. Con las obras de la Línea 2 del Metro de la Ciudad de México la llamada Plaza del Seminario fue intervenida nuevamente, retirándose los baños y unos jardines instalados en los costados de la catedral.
Fue con las obras del Templo Mayor a partir de 1978 que esta área fue modificada, con la consecuente demolición completa de edificios adyacentes para crear la nueva zona arqueológica. En su lugar fue hecha la nueva Plaza Manuel Gamio, con la instalación además de áreas jardinadas, de una maqueta de 97.5 metros cuadrados en medio de una fuente que mostraba una reconstrucción hipotética de la antigua México-Tenochtitlan. La zona permanecía siempre con la presencia de vendedores ambulantes y de danzantes tradicionales.
En 2014 el Gobierno del Distrito Federal inició la restauración de esta plaza, retirando la maqueta. El espacio fue abierto parcialmente en 2015.